# Canton de Saint-Julien-en-Genevois
Le canton de Saint-Julien-en-Genevois, anciennement canton de Saint-Julien, est une circonscription électorale française située dans le département de la Haute-Savoie et la région Auvergne-Rhône-Alpes. Le bureau centralisateur se trouve à Saint-Julien-en-Genevois, ancien chef-lieu du canton.
À la suite du redécoupage cantonal de 2014, les limites territoriales du canton sont remaniées. Le nombre de communes du canton passe de 17 à 40.

## Géographie
Ce canton est délimité par le mont Vuache à l'Ouest, Le mont Salève à l'est, le col du Mont-Sion au sud et la Suisse au nord.

## Histoire administrative
Lors de l'annexion du duché de Savoie à la France révolutionnaire en 1792, cette partie nord du duché, correspondant au Bas-Genevois forme un nouveau canton avec pour chef-lieu la commune de Viry, dont fait partie Saint-Julien, en 1793, au sein du département du Mont-Blanc, dans le district de Carouge,. Ce nouveau canton comptait treize communes : Beaumont ; Jussy et Chable ; Chenex et Dingy-en-Vuache ; Chevrier ; Feigères ; Neydens ; Présilly ; Saint-Julien ; Thairy et Laconnex ; Valléry ; Vers ; Viry-Avussy et Humilly et Vulbens et Bans, avec 85 461 habitants. Avec la réforme de 1800, le canton est change de chef-lieu pour Saint-Julien, au sein du nouveau département du Léman, et placé dans l'arrondissement communal de Genève,. Il est toutefois agrandi et compte désormais vingt-quatre communes.
En 1814, puis 1815, le duché de Savoie retourne dans le giron de la maison de Savoie. Le canton français de Saint-Julien devient dans la nouvelle organisation de 1816 un mandement sarde comprenant trente communes : Andilly ; Beaumont ; Bossey et portion de Verrier ; Cernex ; Chaumont ; Chavannaz ; Chenex ; Chevrier ; Collonges-sous-Archamps ; Contamine ; Copponex ; Cruseilles ; Dingy-en-Vuache ; Épagny ; Feigères ; Frangy ; Jonzier ; Marlioz ; Minzier ; Musières ; Neydens ; Présilly ; Saint-Blaise ; Saint-Julien ; Savigny ; Thairy ; Vallery ; Vers ; Viry et Vulbens, au sein de la nouvelle province de Carouge. Carouge et d'autres communes frontalières ont été données à la Suisse par le traité de Turin de 1816, mais la province continue d'exister avec Saint-Julien comme nouveau-chef-lieu. Le mandement de Saint-Julien passe à vingt-neuf communes, avec le transfert de Collonges-Archamps vers le mandement d'Annemasse. En 1837, une nouvelle réforme fait disparaître la province de Carrouge au profit de celle du Genevois, dans la nouvelle division administrative d'Annecy. Le nombre de communes du mandement reste cependant inchangé.
Au lendemain de l'Annexion de 1860, le duché de Savoie est réunis à la France et retrouve une organisation cantonale, au sein du nouveau département de la Haute-Savoie (créé par décret impérial le 15 juin 1860). Le canton de Saint-Julien est à nouveau créé par décret du 20 décembre 1860. La commune de Saint-Julien devient par décret du 26 octobre 1893 (J.O. du 10 février 1894) Saint-Julien-en-Genevois ce qui modifie également le nom du canton,. La commune de Saint-Julien-en-Genevois absorbe Thairy le 16 février 1965.
À la suite du redécoupage cantonal de 2014, les limites territoriales du canton sont remaniées. Le nombre de communes du canton passe, le 22 mars 2015, de 17 à 40, à la suite de la disparition des cantons de Frangy et de Seyssel.

## Représentation

### Conseillers d'arrondissement de 1861 à 1940
Le canton de Saint-Julien avait deux conseillers d'arrondissement. 
| Période                                  | Période      | Identité                | Étiquette | Qualité |
| ---------------------------------------- | ------------ | ----------------------- | --------- | --- |
| 1871                                     |              | M. Folliet              |           | Propriétaire au Châble                                                                                      |
| 1871                                     |              | M. Albert               |           | Greffier à Saint-Julien                                                                                     |
|                                          |              |                         |           | |
|                                          | 1935 (décès) | Henri Girod (1875-1935) | Radical   | Adjoint au maire de Beaumont                                                                                |
|                                          | 19..         | Émile Brégeard          | Radical   | Maire de Chevrier                                                                                           |
| Fév.1935                                 | 1940         | Albert Deprez           | Droite    | Cultivateur, maire de Présilly                                                                              |
| 19..                                     | 1940         | Albert Duval            | Droite    | Conseiller municipal de Chenex                                                                              |
| 1940                                     |              |                         |           | Les conseils d'arrondissement ont été suspendus par la loi du 12 octobre 1940 et n'ont jamais été réactivés |
| Les données manquantes sont à compléter. |              |                         |           | |

### Conseillers généraux de 1861 à 2015
| Période | Période          | Identité                       | Étiquette       | Qualité |
| ------- | ---------------- | ------------------------------ | --------------- | --- |
| 1871    | 1898             | Amédée Chautemps               | Républicain     | Médecin, conseiller municipal de Saint-Julien-en-Genevois |
| 1898    | 1904 (décès)     | Charles Jacquemard             | Rad.            | Médecin, conseiller municipal de Saint-Julien-en-Genevois |
| 1905    | 1922             | Frédéric Desjacques            | Rad.            | Magistrat puis avocat Président de la caisse du Crédit agricole de Haute-Savoie |
| 1922    | 1922 (démission) | Charles Guilhermet (1869-1938) |                 | Professeur d'agriculture, maire de Saint-Julien-en-Genevois |
| 1922    | 1934             | Albert Gondrand                | RG              | Directeur d'une compagnie de transports Maire de Viry |
| 1934    | 1940             | Louis Martel                   | PDP             | Avocat - Maire de Thairy (1925-1935) Député (1932-1942) membre de la Commission administrative départementale (1941-1942) Nommé conseiller départemental en 1942 Démissionnaire en 1943 |
|         |                  |                                |                 | |
| 1943    | 1945             | Albert Deprez                  | Droite          | Cultivateur - Maire de Présilly (1925-1971), conseiller d'arrondissement Nommé conseiller départemental en 1943                                                                         |
|         |                  |                                |                 | |
| 1945    | 1955             | Louis Martel                   | MRP             | Avocat - Maire de Thairy (1925-1935 et 1940-1953) Député (1932-1942 et 1945-1955) Président du Conseil Général (1945-1955)                                                              |
| 1955    | 1979             | Jean Pissard                   | DVD puis UDF-PR | Notaire - Maire de Saint-Julien-en-Genevois (1947-1967) |
| 1979    | 1998             | Gaston Maurel                  | PS puis DVG     | Fonctionnaire international en retraite Conseiller municipal d'Archamps |
| 1998    | 2011             | Georges Étallaz                | DVD             | Chef d'entreprise Maire de Collonges-sous-Salève (2001-2008 et depuis 2014) |
| 2011    | 2015             | Antoine Vielliard              | MoDem           | Cadre supérieur Conseiller municipal de Saint-Julien-en-Genevois |

### Conseillers départementaux depuis 2015
| Période élective | Période élective | Mandat | Mandat   | Identité             | Nuance | Nuance | Qualité |
| ---------------- | ---------------- | ------ | -------- | -------------------- | ------ | ------ | --- |
| 2015             | 2021             | 2015   | 2021     | Virginie Duby-Muller |        | LR     | Cadre du secteur privé Députée |
| 2015             | 2021             | 2015   | 2021     | Christian Monteil    |        | DVD    | Ancien directeur de Maison familiale rurale Président du conseil départemental Ancien conseiller général du canton de Seyssel (1991-2015) Ancien maire de Seyssel |
| 2021             | 2028             | 2021   | en cours | Virginie Duby-Muller |        | LR     | Conseillère sortante |
| 2021             | 2028             | 2021   | en cours | Gérard Lambert       |        | LR     | Viticulteur, négociant en vins Maire de Seyssel |

### Résultats détaillés

#### Élections de mars 2015
À l'issue du 1er tour des élections départementales de 2015, deux binômes sont en ballottage : Virginie Duby-Muller et Christian Monteil (UMP, 42,74 %) et Nicolas Bailly et Magalie Luho (FN, 20,74 %). Le taux de participation est de 45,57 % (15 654 votants sur 34 353 inscrits) contre 45,4 % au niveau départemental et 50,17 % au niveau national.
Au second tour, Virginie Duby-Muller et Christian Monteil (UMP) sont élus avec 75,7 % des suffrages exprimés et un taux de participation de 44,07 % (10 526 voix pour 15 141 votants et 34 355 inscrits).

#### Élections de juin 2021
Le premier tour des élections départementales de 2021 est marqué par un très faible taux de participation (33,26 % au niveau national). Dans le canton de Saint-Julien-en-Genevois, ce taux de participation est de 29,14 % (10 672 votants sur 36 626 inscrits) contre 28,81 % au niveau départemental. À l'issue de ce premier tour, deux binômes sont en ballottage : Virginie Duby-Muller et Gérard Lambert (DVD, 61,59 %) et Arnaud Blanchard et Camille Crespeau (binôme écologiste, 26,13 %).
Le second tour des élections est marqué une nouvelle fois par une abstention massive équivalente au premier tour. Les taux de participation sont de 34,36 % au niveau national, 29,17 % dans le département et 28,74 % dans le canton de Saint-Julien-en-Genevois. Virginie Duby-Muller et Gérard Lambert (DVD) sont élus avec 69,79 % des suffrages exprimés (7 077 voix pour 10 530 votants et 36 633 inscrits),,.

## Composition

### Composition avant 2015
Le canton regroupait 17 communes, avant le redécoupage de 2014.
| Nom                                  | Code Insee | Codepostal | Superficie (km2) | Population (dernière pop. légale) | Densité (hab./km2) |
| ------------------------------------ | ---------- | ---------- | ---------------- | --------------------------------- | ------------------ |
| Saint-Julien-en-Genevois (chef-lieu) | 74243      | 74160      | 10,59            | 12 099 (2012)                     | 1 142              |
| Archamps                             | 74016      | 74160      | 10,69            | 2 472 (2012)                      | 231                |
| Beaumont                             | 74031      | 74160      | 9,74             | 2 260 (2012)                      | 232                |
| Bossey                               | 74044      | 74160      | 3,88             | 876 (2012)                        | 226                |
| Chênex                               | 74069      | 74520      | 5,38             | 687 (2012)                        | 128                |
| Chevrier                             | 74074      | 74520      | 5,35             | 439 (2012)                        | 82                 |
| Collonges-sous-Salève                | 74082      | 74160      | 6,13             | 3 887 (2012)                      | 634                |
| Dingy-en-Vuache                      | 74101      | 74520      | 7,18             | 644 (2012)                        | 90                 |
| Feigères                             | 74124      | 74160      | 7,66             | 1 552 (2012)                      | 203                |
| Jonzier-Épagny                       | 74144      | 74520      | 7,16             | 726 (2012)                        | 101                |
| Neydens                              | 74201      | 74160      | 6,96             | 1 617 (2012)                      | 232                |
| Présilly                             | 74216      | 74160      | 8,66             | 735 (2012)                        | 85                 |
| Savigny                              | 74260      | 74520      | 10,52            | 794 (2012)                        | 75                 |
| Valleiry                             | 74288      | 74520      | 6,95             | 3 615 (2012)                      | 520                |
| Vers                                 | 74296      | 74160      | 5,91             | 742 (2012)                        | 126                |
| Viry                                 | 74309      | 74580      | 26,16            | 3 909 (2012)                      | 149                |
| Vulbens                              | 74314      | 74520      | 12,53            | 1 161 (2012)                      | 93                 |

### Composition depuis 2015
Le canton de Saint-Julien-en-Genevois, depuis le redécoupage cantonal de 2014, regroupe les 40 communes suivantes :
| Nom                                              | Code Insee | Intercommunalité  | Superficie (km2) | Population (dernière pop. légale) | Densité (hab./km2) | Modifier                                    |
| ------------------------------------------------ | ---------- | ----------------- | ---------------- | --------------------------------- | ------------------ | ------------------------------------------- |
| Saint-Julien-en-Genevois (bureau centralisateur) | 74243      | CC du Genevois    | 10,59            | 15 925 (2022)                     | 1 504              | modifier les données · modifier les données |
| Archamps                                         | 74016      | CC du Genevois    | 10,69            | 2 458 (2022)                      | 230                | modifier les données · modifier les données |
| Bassy                                            | 74029      | CC Usses et Rhône | 7,57             | 398 (2022)                        | 53                 | modifier les données · modifier les données |
| Beaumont                                         | 74031      | CC du Genevois    | 9,74             | 3 081 (2022)                      | 316                | modifier les données · modifier les données |
| Bossey                                           | 74044      | CC du Genevois    | 3,88             | 947 (2022)                        | 244                | modifier les données · modifier les données |
| Challonges                                       | 74055      | CC Usses et Rhône | 7,90             | 589 (2022)                        | 75                 | modifier les données · modifier les données |
| Chaumont                                         | 74065      | CC Usses et Rhône | 12,38            | 541 (2022)                        | 44                 | modifier les données · modifier les données |
| Chavannaz                                        | 74066      | CC Usses et Rhône | 3,17             | 240 (2022)                        | 76                 | modifier les données · modifier les données |
| Chêne-en-Semine                                  | 74068      | CC Usses et Rhône | 9,46             | 526 (2022)                        | 56                 | modifier les données · modifier les données |
| Chênex                                           | 74069      | CC du Genevois    | 5,38             | 790 (2022)                        | 147                | modifier les données · modifier les données |
| Chessenaz                                        | 74071      | CC Usses et Rhône | 5,23             | 241 (2022)                        | 46                 | modifier les données · modifier les données |
| Chevrier                                         | 74074      | CC du Genevois    | 5,35             | 717 (2022)                        | 134                | modifier les données · modifier les données |
| Chilly                                           | 74075      | CC Usses et Rhône | 18,58            | 1 646 (2022)                      | 89                 | modifier les données · modifier les données |
| Clarafond-Arcine                                 | 74077      | CC Usses et Rhône | 16,88            | 1 053 (2022)                      | 62                 | modifier les données · modifier les données |
| Clermont                                         | 74078      | CC Usses et Rhône | 6,98             | 449 (2022)                        | 64                 | modifier les données · modifier les données |
| Collonges-sous-Salève                            | 74082      | CC du Genevois    | 6,13             | 3 876 (2022)                      | 632                | modifier les données · modifier les données |
| Contamine-Sarzin                                 | 74086      | CC Usses et Rhône | 6,86             | 737 (2022)                        | 107                | modifier les données · modifier les données |
| Desingy                                          | 74100      | CC Usses et Rhône | 18,93            | 759 (2022)                        | 40                 | modifier les données · modifier les données |
| Dingy-en-Vuache                                  | 74101      | CC du Genevois    | 7,18             | 787 (2022)                        | 110                | modifier les données · modifier les données |
| Droisy                                           | 74107      | CC Usses et Rhône | 4,55             | 153 (2022)                        | 34                 | modifier les données · modifier les données |
| Éloise                                           | 74109      | CC Usses et Rhône | 8,95             | 935 (2022)                        | 104                | modifier les données · modifier les données |
| Feigères                                         | 74124      | CC du Genevois    | 7,66             | 1 842 (2022)                      | 240                | modifier les données · modifier les données |
| Franclens                                        | 74130      | CC Usses et Rhône | 5,37             | 549 (2022)                        | 102                | modifier les données · modifier les données |
| Frangy                                           | 74131      | CC Usses et Rhône | 9,69             | 2 136 (2022)                      | 220                | modifier les données · modifier les données |
| Jonzier-Épagny                                   | 74144      | CC du Genevois    | 7,16             | 889 (2022)                        | 124                | modifier les données · modifier les données |
| Marlioz                                          | 74168      | CC Usses et Rhône | 8,12             | 1 052 (2022)                      | 130                | modifier les données · modifier les données |
| Menthonnex-sous-Clermont                         | 74178      | CC Usses et Rhône | 10,14            | 785 (2022)                        | 77                 | modifier les données · modifier les données |
| Minzier                                          | 74184      | CC Usses et Rhône | 8,79             | 1 058 (2022)                      | 120                | modifier les données · modifier les données |
| Musièges                                         | 74195      | CC Usses et Rhône | 2,98             | 421 (2022)                        | 141                | modifier les données · modifier les données |
| Neydens                                          | 74201      | CC du Genevois    | 6,96             | 2 227 (2022)                      | 320                | modifier les données · modifier les données |
| Présilly                                         | 74216      | CC du Genevois    | 8,66             | 1 082 (2022)                      | 125                | modifier les données · modifier les données |
| Saint-Germain-sur-Rhône                          | 74235      | CC Usses et Rhône | 7,85             | 644 (2022)                        | 82                 | modifier les données · modifier les données |
| Savigny                                          | 74260      | CC du Genevois    | 10,52            | 1 029 (2022)                      | 98                 | modifier les données · modifier les données |
| Seyssel                                          | 74269      | CC Usses et Rhône | 16,86            | 2 327 (2022)                      | 138                | modifier les données · modifier les données |
| Usinens                                          | 74285      | CC Usses et Rhône | 7,63             | 424 (2022)                        | 56                 | modifier les données · modifier les données |
| Valleiry                                         | 74288      | CC du Genevois    | 6,95             | 5 090 (2022)                      | 732                | modifier les données · modifier les données |
| Vanzy                                            | 74291      | CC Usses et Rhône | 5,57             | 350 (2022)                        | 63                 | modifier les données · modifier les données |
| Vers                                             | 74296      | CC du Genevois    | 5,91             | 962 (2022)                        | 163                | modifier les données · modifier les données |
| Viry                                             | 74309      | CC du Genevois    | 26,16            | 5 625 (2022)                      | 215                | modifier les données · modifier les données |
| Vulbens                                          | 74314      | CC du Genevois    | 12,53            | 1 698 (2022)                      | 136                | modifier les données · modifier les données |
| Canton de Saint-Julien-en-Genevois               | 7413       |                   | 361,89           | 67 038 (2022)                     | 185                | modifier les données                        |

## Démographie

### Démographie avant 2015
| 1962   | 1968   | 1975   | 1982   | 1990   | 1999   | 2006   | 2011   | 2012   |
| ------ | ------ | ------ | ------ | ------ | ------ | ------ | ------ | ------ |
| 11 326 | 12 786 | 17 401 | 19 559 | 22 942 | 26 905 | 32 299 | 36 669 | 38 215 |

### Démographie depuis 2015
En 2022, le canton comptait 67 038 habitants, en évolution de +9,66 % par rapport à 2016 (Haute-Savoie : +6,01 %, France hors Mayotte : +2,11 %).
| 2013   | 2018   | 2022   |
| ------ | ------ | ------ |
| 55 464 | 64 558 | 67 038 |

## Jumelages
- Mössingen (Allemagne) depuis 1990[28]